# Stenoleptura apoensis
Stenoleptura apoensis là một loài bọ cánh cứng trong họ Cerambycidae.